# Saade Vol. 1
A Saade Vol.1 Eric Saade második nagylemeze. 2011. június 29-én jelent meg, a Roxy Recordings kiadásában.

## Dalok
- "Still Loving it" egy promóciós kislemez volt a készülő lemezről, 2011. január 14-én jelent meg.
- "Popular" a második kislemez volt 2011. február 28-án. A dal megnyerte a  2011-es Melodifestivalent. A 2011-es Eurovíziós Dalfesztiválon ezzel a számmal képviseltette magát Svédország, Düsseldorfban a döntőben (2011. május 14-én) 185 pontot szerzett, és 3. helyen végzett.
- "Hearts In The Air" a harmadik kislemez amit J-Son-nal közösen adnak elő.

## Dallista
|     | Cím                                    | Szerző(k)                                                                                  | Hossz |
| --- | -------------------------------------- | ------------------------------------------------------------------------------------------ | ----- |
| 1.  | Timeless                               | Jason Gill, Robin Fredriksson, Mattias Larsson, Eric Saade                                 | 3:00  |
| 2.  | Hearts In The Air (feat. J-Son)        | Eric Saade                                                                                 | 3:59  |
| 3.  | Me And My Radio                        | Mich "Cutfather" Hansen, Jason Gill, Daniel Davidsen, Engelina Larson, Brandon Beal, Remee | 3:02  |
| 4.  | Made of Pop                            | Jason Gill, Robin Fredriksson, Mattias Larsson, Eric Saade                                 | 3:03  |
| 5.  | Popular (Album Remix)                  | Fredrik Kempe                                                                              | 3:08  |
| 6.  | Someone New                            | Jörgen Elofsson, Fredrik Thomander                                                         | 3:05  |
| 7.  | Killed By A Cop                        | Jason Gill, Robert Fredriksson, Julimar Santos, Eric Saade                                 | 3:06  |
| 8.  | Big Love                               | Jörgen Elofsson, Fredrik Kempe, Fredrik Thomander, Jason Gill                              | 3:07  |
| 9.  | Stupid With You                        | Jason Gill, Fredrik Kempe, Robert Fredriksson, Eric Saade                                  | 3:08  |
| 10. | Echo                                   | Eric Saade, Jason Gill                                                                     | 3:09  |
| 11. | Still Loving It (Bonustrack)           | Eric Saade, Anton Malmberg hård af segerstad, Niclas Lundin                                | 3:44  |
| 12. | Popular (Eredeti verzió) (Bónusz szám) | Fredrik Kempe                                                                              | 3:00  |

## Megjelenés
| Ország     | Dátum           | Forma                | Kiadó           |
| ---------- | --------------- | -------------------- | --------------- |
| Svédország | 2011. június 29 | CD, digital download | Roxy Recordings |

## Fordítás
- Ez a szócikk részben vagy egészben  a   Saade Vol. 1 című angol Wikipédia-szócikk fordításán alapul.  Az eredeti cikk szerkesztőit annak laptörténete sorolja fel. Ez a jelzés csupán a megfogalmazás eredetét és a szerzői jogokat jelzi, nem szolgál a cikkben szereplő információk forrásmegjelöléseként.